# Magnesi oxide
Magnesi oxide (công thức hóa học MgO) là một oxide của magnesi, còn gọi là Mag Frit. Nó có khối lượng mol 40,3 gam/mol, hệ số giãn nở nhiệt 0,026, nhiệt độ nóng chảy 2852 độ C.
MgO, cùng với SrO, BaO và CaO, BeO tạo thành nhóm oxide kiềm thổ. Chất này có thể lấy từ nguồn: talc, dolomit, magnesi cacbonat. Magnesi hydroxide được tạo thành khi cho MgO phản ứng với nước đun sôi (MgO không tan và không tác dụng với nước ở nhiệt độ thường) (H2O).
MgO + H2O = Mg(OH)2
Tuy nhiên, phản ứng này cũng xảy ra theo chiều ngược khi magnesi hydroxide bị nung nóng, nước sẽ bị tách ra và tạo thành MgO.
MgO và zirconi oxide là hai oxide có nhiệt độ nóng chảy cao nhất. Tuy nhiên, MgO dễ dàng tạo pha eutectic với các oxide khác và khi đó nó nóng chảy ở nhiệt độ rất thấp.

## Ứng dụng
Magnesi oxide được sử dụng như là vật liệu chịu lửa trong các lò sản xuất sắt và thép, các kim loại màu, thủy tinh hay xi măng. Magnesi oxide và các hợp chất khác cũng được sử dụng trong nông nghiệp, công nghiệp hóa chất và xây dựng. Nó được sử dụng để tạo các hợp kim nhôm - magnesi dùng trong sản xuất vỏ đồ hộp, cũng như trong các thành phần cấu trúc của ô tô và máy móc. Magnesi oxide còn được sử dụng trong kỹ thuật chế tạo pháo hoa do tạo ra các tia rất sáng và lập lòe, magnesi là một ví dụ, hoàn toàn trái ngược với các kim loại khác nó cháy ngay cả khi nó không ở dang bột.

### Trong vật liệu gốm
Magnesi oxide được dùng trong vật liệu gốm nhờ hai đặc tính quan trọng là độ giãn nở nhiệt thấp và khả năng chống rạn men. Trong men nung nhiệt độ cao, chất này là một chất trợ chảy (bắt đầu hoạt động từ 1170 độ C) tạo ra men chảy lỏng có độ sệt cao, sức căng bề mặt lớn, đục và sần. Cũng như CaO, tác động làm chảy men của nó gia tăng rất nhanh khi nhiệt độ càng cao. 
MgO không nên dùng cho men có màu sáng. Nó cũng có thể tác hại đến một số chất tạo màu phía dưới. MgO dùng làm chất điều chỉnh bề mặt – tạo mặt men matte.